# Udamoselis pigmentaria
Udamoselis pigmentaria es una especie de  hemíptero de la familia Aleyrodidae, con una subfamilia: Aleyrodinae.
Fue descrita científicamente por primera vez por Enderlein en 1909.